# 고이도촌
고이도촌(五位堂村)은 나라현 북서부 기타카쓰라기군에 속해있던 촌이다. 현재의 가시바시 동부에서 남부에 해당한다.

## 역사
- 1889년 4월 1일 - 정촌제 시행에 의해 가쓰게군 고이도촌이 성립하였다.
- 1897년 4월 1일 - 군제 시행에 의해 기타카쓰라기군으로 변경되었다.
- 1956년 4월 1일 - 시모다촌, 니조촌, 시즈미촌과 합병해 가시바정이 성립하여, 동일 고이도촌은 폐지되었다.

## 교통

### 철도
- 일본국유철도
  - 사쿠라이선
- 긴키 닛폰 철도
  - 오사카선

### 도로
- 2급 국도 165호선 (현 국도 제165호선)

## 참고문헌
- 大日本篤農家名鑑編纂所編『大日本篤農家名鑑』大日本篤農家名鑑編纂所、1910年。
- 梶本好松『奈良県資産家一覧表』奈良県資産家一覧表発行所、1923年。
- 高崎雅雄編『大日本医師名簿』光明社、1925年。